# Eisbach (Mnichov)
Eisbach (doslova německy „ledový potok“) je dva kilometry dlouhá umělá říčka v Mnichově v Bavorsku. Vodu získává z Isaru, do kterého ji také zase vrací.
V Eisbachu není povoleno koupání, dodržování zákazu ovšem není vynucováno a tak se zde občas lidé koupou a v létě 2003 se zde jeden plavec utopil.
Nedaleko Domu umění se na řece tvoří stojatá vlna vysoká přibližně jeden metr, která láká kajakáře a surfaře. Voda je zde studená a mělká (místy jen 40 centimetrů), nicméně surfování je zde povoleno a protože vhodných surfovacích míst v Mnichově není mnoho (další je například u stanice metra Thalkirchen), tvoří se zde někdy i fronty.